# Pachymasiphis
Pachymasiphis är ett släkte av spindeldjur. Pachymasiphis ingår i familjen Ologamasidae.
Kladogram enligt Catalogue of Life:
| Pachymasiphis | \| \| Pachymasiphis maior \| \| \| \| \| \| Pachymasiphis porulatus \| \| \| \| |
|               | \| \| Pachymasiphis maior \| \| \| \| \| \| Pachymasiphis porulatus \| \| \| \| |
|               | Pachymasiphis maior                                                             |
|               |                                                                                 |
|               | Pachymasiphis porulatus                                                         |
|               |                                                                                 |